# Georges Gimel
Pour les articles homonymes, voir Gimel.
Georges Gimel, dit « le Maître du Feu », né le 8 mars 1898 à Domène (Isère) et mort le 21 janvier 1962 à Megève (Haute-Savoie), est un peintre et sculpteur expressionniste français, auteur de figures, de paysages de montagne, de natures mortes, de fleurs, d'art sacré.
Il fut aussi graveur, lithographe, illustrateur, décorateur de théâtre, céramiste, peintre fresquiste et peintre émailleur.

## Biographie

### Jeunesse
Gimel vit à Domène et à Grenoble jusqu’à l’âge de 16 ans avant de partir pour Paris. Il y reste 20 ans, puis partage sa vie entre Megève, Annecy, Grenoble et Paris. En 1916, il est incorporé au 157e RI puis au 22e régiment d'infanterie en tant que grenadier, avec lequel il part au front dans la Marne. Gazé non loin du Bois des Miracles le 30 octobre 1918, ceci aura, plus tard, des conséquences importantes sur sa carrière artistique. 
Il est élève à l'école des Beaux-Arts de Paris, atelier Jean-Paul Laurens, à l'Académie Julian, puis à l'Atelier Jean-Antoine Injalbert, chez le sculpteur Henri Bouchard, Paul Landowski et aux Arts décoratifs.
Il participe également à la Seconde Guerre mondiale.

### L'entre-deux-guerres
En 1919, son adresse parisienne est 17, rue Campagne-Première. Il travaille chez Bouchard et le soir, collabore comme décorateur avec l'équipe du théâtre du Vieux-Colombier qui innove dans le domaine théâtral grâce à Jacques Copeau, Louis Jouvet, Charles Dullin, et les Pitoëff. Il décore en 1921 le bal des Quat'z'Arts puis une partie basse de l'opéra Garnier pour le bal Symphonie en pourpre et violet, organisé par Paul Poiret. Il n'a plus que le samedi et le dimanche pour peindre.
Il travaille avec Lucien Vogel, aussi avec Jean de Brunhoff créateur de Babar. Il est remarqué par l'éditeur Jacquard qui lui édite des albums : Musiciens et Sainte Agnès (avec des gravures sur bois) ; son portrait d'Anatole France est retenu par la Bibliothèque nationale de France.
En 1921-1922, il illustre divers ouvrages, travail qu'il poursuivra tout au long de sa vie. En 1922, la presse parisienne (Le Crapouillot) rend compte de l’exposition des artistes Constant Le Breton, Jean Lébédeff, Paul Hermann, Roger-Maurice Grillon, Jacques Beltrand, Robert Bonfils, Louis Bouquet, Paul-Émile Colin, Georges Gimel, Démétrios Galanis, Carlègle, André Deslignères et de leurs bois gravés à la galerie Le Nouvel Essor, qui précède leur accrochage commun, au début de l’année 1923, au Salon de la Société de la gravure sur bois originale, au pavillon de Marsan.
En 1923, Gimel compose des masques impressionnants pour le spectacle de Jeanne Ronsay au théâtre des Champs-Élysées à Paris. En 1924, il participe à l’illustration de L'Âme du cirque de Louise Hervieu : il réalise un bois-gravé en couleur, La Grande Parade de Gimel. Le numéro 1 de ce catalogue est vendu aux enchères, salle Gaveau à Paris, par les Fratellini.
Directeur artistique de la revue littéraire Tentatives avec Henri Petiot (Daniel Rops), il consacre un numéro spécial à Stendhal. Il réalise de nombreux bois gravés, dont le portrait de Déodat de Séverac retenu par la Bibliothèque nationale.
En juillet 1924, un spécial Tentatives intitulé Femmes, consacre outre les illustrations de Pierre Combet-Descombes, Paulette Humbert et Georges Gimel, des poèmes de Doette Angliviel, Cécile Arnaud, Lucie Guigo, Marie-Rose Michaud-Lapeyre, Adrienne Monnier, Roger de Néreys, Marguerite Henry Rozier.
Il participe à Paris aux Salon d'automne et au Salon des indépendants de 1921 à 1934.
Son talent est remarqué très tôt par Andry Farcy, conservateur du Musée de Grenoble, qui soutient les Modernes, à cette époque, aussi, Léon Daudet qui lui préfacera son Chemin de croix, et le critique d'art parisien Félix Fénéon. Ce Chemin de croix est exposé à la galerie Jeanne Bucher et connaît un franc succès.
Gimel fait partie des Ateliers d'art sacré, fondés en 1919 par George Desvallières et Maurice Denis.
Il élabore également des compositions de figures : des baigneuses. Son trait de caractère et ses coloris lui sont propres : il exprime la vie. Véritable moteur artistique, Gimel allie les beaux-arts et les arts décoratifs : il dessine des motifs de tissus d'ameublement pour les Vogel. Il dessine également des motifs de tissus de robes pour Paul Poiret puis Jean Patou ainsi que des modèles pour les verreries Lalique.
À Paris, sur le pont Alexandre-III, à l'Exposition internationale des Arts décoratifs et industriels modernes de 1925, apogée de l'Art déco, Gimel expose ses tissus avec les artistes décorateurs et aussi les architectes créateurs de leurs luxueuses vitrines.
En 1927, Gimel réalise le plus grand tableau du Salon d'automne, La Cueillette des amandes. En 1928, il se lance dans la lithographie et sa technique le mènera jusqu'à 14 couleurs ; les thèmes représentés sont des skieurs, des bouquets de fleurs, des paysages et des personnages de couleurs fauve et de formes cubistes, elles sont mises au point par l'artiste et tirées dans les ateliers de Jean de Bussac à Clermont-Ferrand.
De nombreuses expositions aux galeries Bernheim-Jeune, Étienne Bignou, Kleinmann, Berri-Raspail, Charpentier, Katia Granoff le feront connaître dans le monde.
En 1930, avec l'architecte Armand-Albert Rateau, Gimel effectue la grande fresque du siège social de la Société des chaux et ciment Lafarge à Paris. Une étude intitulée La Carrière est achetée par le musée municipal de Megève.
En 1931, il se marie au Vésinet avec une artiste dessinatrice de mode Madeleine Louise Jeannest. Emma Boynet et Albert Chartier (un sculpteur) sont les témoins du mariage. Pour l'exposition coloniale internationale (1931) de Paris, il effectue une importante série de dessins, gravures et lithographies. 
En 1933, il réalise un Chemin de croix très controversé par son modernisme. Ces fresques religieuses seront exposées à la galerie Charpentier, ainsi que des lithographies pour un chemin de croix préfacé par Léon Daudet aux éditions Jeanne Bucher, dont la reliure est réalisée par Rose Adler en janvier 1934. Un exemplaire de cet album est acheté par le Vatican.
En 1934, sur le terrain de son père à Rochebrune (Megève), il fait construire le chalet La Fresque par l'architecte Henry Jacques Le Même et en décore les façades avec des compositions d'avant-garde, Le Roi et la Reine des neiges.
En 1937, Gimel participe à l'Exposition universelle de Paris : il y réalise la décoration intérieure du pavillon du Dauphiné. Durant la même période, il réalise diverses fresques à Megève et au plateau d'Assy.

### La Seconde Guerre mondiale
Mobilisé en septembre 1939, Gimel se retrouve au Fayet (Haute-Savoie) où il décore le mess des officiers.
Le 20 décembre 1944, il sort son livre Le Calvaire de la Résistance avec des visions de guerre dont certaines ont été exposées à la galerie Katia Granoff à Paris en avril 1940. Celui-ci est accueilli, tant en France qu'à l'étranger, comme une des œuvres parmi les plus représentatives de la Résistance.
À Paris, éloge de Paul Rivet (1876-1958) pour le livre Le Calvaire de la Résistance.
Annecy, Paul Guiton (1882-1944), grand écrivain des Alpes et de la montagne, qui avait eu Gimel comme élève au lycée de Grenoble, appréciait beaucoup son œuvre.

### L'après-guerre
Tout en continuant à peindre, il se consacre pleinement à son art : la fabrication de ses émaux où son génie lui permet de combiner toutes les techniques et pratiques connues pour aboutir à une peinture émaillée véritable métamorphose de son œuvre rendue inaltérable. Dans son atelier du 10, rue Vaugelas (Annecy), il ne peut construire des fours. Il loue alors les anciennes caves, d'un marchand de vin, appelées caves Garçon (45 rue du Bœuf, puis rue Carnot). Il y installe une salle d'exposition et commence la construction des fours. La cuisson des premiers émaux devient réalisable.
Ami de Gimel et grand connaisseur d'art, le fondateur de la banque Laydernier,  Léon Laydernier,  participe au financement des matières coûteuses : or, argent, oxyde d'urane . Des œuvres majeures, sacrées et précieuses, deviennent alors la quintessence des créations de l'artiste.
Plusieurs  palanquées de personnalités Savoyardes,Grenobloises et Genevoises, ambassadeurs en tête, plongeront dans ces caves annéciennes par une trappe étroite, pour découvrir les émaux du  nouvel alchimiste.
C'est durant cette période qu'il travaillera, entre autres, pour les cloches Paccard à Annecy-Le-Vieux, le Christ et le chemin de croix du Sappey-en-Chartreuse, les fresques du théâtre de Grenoble.
Le 15 octobre 1952 est inauguré le nouveau théâtre municipal de Grenoble, dont les fresques cloisonnées ornent la façade au bord de l'Isère.
Le 2 octobre 1955 est inaugurée l'église du Sappey en Chartreuse où Gimel a réalisé un grand Christ en émail et le chemin de croix en fresques émaillées. De grands fours lui permettent maintenant la cuisson d'émaux de dimensions importantes sur aluminium et sur ciment. Il décore durant cette période le casino de Megève, le Bar des 5 rues. En 1956, il réalise le chemin de croix sur feuilles d'or de l'église de Megève, ainsi que le coq du clocher de cette même église. En 1955 Il est demandé par le Rotary-club des Alpes de Haute-Provence pour une conférence sur les émaux, à laquelle assiste Jean Giono . Quoique n'ayant jamais abandonné la peinture et le dessin, il continue avec acharnement ses recherches sur les émaux : dimensions toujours plus importantes, nouvelles possibilités dans la palette des couleurs, travail difficile et délicats (plusieurs fois des explosions ont retenti dans l'atelier de La Fresque...), lorsque l'on sait que chaque couleur demande une température et un temps de cuisson différents.
Gimel décède à Megève : cet homme actif, artiste, amoureux de la féminité et surgi de la montagne, un 21 janvier 1962 neigeux et ensoleillé, après avoir patiné et valsé sur la glace, tombe foudroyé aux pieds de sa partenaire, une belle jeune femme, au cœur de cet amphithéâtre admirable que domine au loin le mont Blanc.
En 1968, lors des Jeux olympiques à Grenoble, a eu lieu une rétrospective de Gimel au Palais des expositions, avec notamment des œuvres ayant décoré le pavillon du Dauphiné lors de l’Exposition universelle de 1937 à Paris.
En 1980, il était représenté, avec L’Oiseleur à l’exposition du château de la Condamine (mairie de Corenc), 150 ans de peinture dauphinoise.

### Postérité
En 1992, 1993, et 1994, à l'hôtel des ventes d'Annecy, ont lieu des cessions des œuvres dépendant de la succession de l'artiste et provenant de son atelier de Megève.
En 2000, deux panneaux décoratifs de Gimel, créés à la fin des années 1930, pour la salle des fêtes du sanatorium du centre médico-universitaire Daniel-Douady à Saint-Hilaire-du-Touvet sont classés monuments historiques par le patrimoine français.
- 2012 et 2013 Exposition au musée de Megève : Un moderne à Mégève, 25 portraits expressionnistes aquarelles de Mégevans.
- 2014 Vente à Granville de 150 dessins expressionnistes, lavis d'encre de chine, de la Grande Guerre 14-18 et de la Seconde Guerre mondiale 39-45.

## Expositions
- 1940 : Visions de guerre (encres de Chine), Paris, quai Conti, galerie Katia Granoff 79 (du 8 au 30 avril)
- 1941 : 1918-1938 : vingt ans de peinture de Gimel, galerie Folklore, Lyon (6 au 15 novembre)
- 1941 : 24 œuvres dont le portrait du cinéaste Jean Renoir et de Suzanne Valadon, galerie Domo, Lyon (7 au 17 novembre)
- 1942 (mars) : Hall du Messager à Annecy puis à la galerie lyonnaise Roger, dont L'Arlequin (toile)[7]
- 1945 : 35 œuvres à la galerie Berri-Raspail, dont Le Joueur de hockey[8] (du 30 novembre au 18 décembre 1945)
- 1949 : exposition d'une centaine d'émaux, galerie Bernheim-Jeune, Paris (du 26 mars au 1er avril)[9]
- 1954 : exposition d'émaux à Sarrebruck
- 1957 : Un demi-siècle de peinture et d'émaux, 64 œuvres, galerie Bernheim-Jeune (Paris, du 9 au 14 novembre)

## Œuvres

### Illustrations
- 1918 : Visions de guerre, dessins, lavis d'encre de Chine. Dans la Marne, Vrigny, Reims...
- 1920 : Descente de croix et Crucifixion, bois gravés, Ateliers d'art sacré, Paris
- 1921 : 
  - Musiciens, recueil de bois gravés de musiciens célèbres comprenant les portraits de Jean-Sébastien Bach, Georg Friedrich Haendel, Ludwig van Beethoven, Frédéric Chopin, Christoph Willibald Gluck, Wolfgang Amadeus Mozart, Gabriel Fauré, préface d'André Cœuroy (de son vrai nom Jean Belime)[10]
  - Janot le jeune homme aux ailes d’or de Roger Dévigne, bois gravés. Paris : L'Encrier
  - Portrait de Déodat de Séverac. Gravure sur bois pour la Bibliothèque nationale de France
- 1922 : 
  - Printemps de Gabriel Faure, bois gravés. Paris : R. Chiberre
  - Sainte Agnès de Jacques de Voragine, recueil comprenant vingt-deux bois gravés. Paris : Le Nouvel Essor
  - Portrait de Georg Friedrich Haendel, bois gravé. Paris : éditions Floréal n° 31
- 1924 : 
  - L'Âme du cirque, Louise Hervieu, bois gravé. Paris : Librairie de France
  - Stendhal, Georges Gimel et Henry Petiot, 70 bois gravés. Chambéry : Tentatives
- 1933 : Chemin de croix, lithographies. Paris : Jeanne Bucher
- 1939-1940 : Visions de guerre, encres de chine. Paris : Katia Granoff
- 1944 : Le Calvaire de la Résistance, gravures, lithographies, bois gravés. Grenoble : Didier et Richard
- 1953 : Album de lithographies, les fresques du théâtre de Grenoble
- 1956 : Portrait de Minou Drouet, dessin à la plume : Collection privée
- 1957 : Venise, œuvres d'art originales à Venise et Megève
- 1972 : L'Abbé Calès, peintre curé de Tencin, Maurice Hocquette, couverture du livre (peinture)

### Œuvres décoratives
- 1930 : fresque La Carrière pour le siège social de la Compagnie des chaux et ciments Lafarge à Paris (disparue à ce jour)
- 1935 : fresque Le Roi et la Reine des neiges pour son chalet, à Megève[11]
- 1935-1937 : Megève et plateau d'Assy
  - Collège Le Hameau
  - Hôtel Albert-Ier
  - Restaurant La Romance
  - Restaurant Le Chamois
  - Chalets de Le Même, Maître Sage, Dr Grenet
  - Hôtel La Résidence (statue)
  - Sanatorium de Sancellemoz
- 1937 : Patineuses et joueurs de hockey, huile sur toile, 227 cm × 216 cm, et Le Saut, huile sur toile, 234 cm × 216 cm, tableaux réalisés en 1933, exposés au pavillon du Dauphiné, pour promouvoir les sports d’hiver lors de l’exposition universelle de Paris. Gimel offre ces deux œuvres à la mairie de Domène, son village natal[12]
- 1938 : Les Sports à la mer et Le Carnaval à Nice, peintures à l’huile sur toiles marouflées sur panneaux, 505 cm × 192 cm. Centre médico-universitaire Daniel Douady, Saint-Hilaire-du-Touvet
- 1948 : L’Activité des travailleurs d’hier et d’aujourd’hui, fresques à la cire, 320 cm × 600 cm, bourse du travail d’Annecy[12]
- 1952 : Comédiens des années vingt, fresques, nouveau théâtre de Grenoble, façade Isère[13]
- 1955 : Christ émaillé, (240 cm × 150 cm), église du Sappey-en-Chartreuse
- 1956 : Chemin de croix en XIV stations, sur métal recouvert de feuilles d’or, église Saint-Jean-Baptiste Megève.